# Раджив Кумар Чандер
Раджив Кумар Чандер (англ. Rajiv Kumar Chander; 23 серпня 1960) — індійський дипломат. Надзвичайний і Повноважний Посол Індії в Україні. Постійний представник Індії при ООН та інших міжнародних організаціях у Женеві.

## Життєпис
Народився 23 серпня 1960 року. Має диплом бакалавра з гуманітарних та історичних наук (з відзнакою), бакалавр права. Вільно володіє англійською, гінді та російською мовами.
Є кар'єрним дипломатом, займав різні посади у Делі та за кордоном. Має 28 років досвіду роботи в МЗС Індії. На посаді Державного секретаря МЗС Індії займався налагодженням відносин з країнами Перської затоки.
У 1984—1987 — третій секретар Посольства Індії в СРСР.
У 1987—1992 — заступник секретаря Індійського зовнішньо-політичного відомства у Бангладеші.
У 1992—1997 — перший секретар, радник, голова адміністрації Індійського зовнішньо-політичного відомства у Бонні.
У 1997—1999 — директор (ООН), Нью-Делі.
У 2000—2002 — Генеральний консул Індії у Санкт-Петербурзі.
У 2002—2006 — державний секретар, Катманду.
У 2006 — державний секретар, Нью-Делі.
У 2006—2009 — міністр/заступник постійного представника, Женева (Постійне представництво Індії).
З липня 2011 року Надзвичайний і Повноважний Посол Індії в Києві.
16 листопада 2011 року вручив вірчі грамоти Президенту України Віктору Януковичу.